# Гимн Карело-Финской ССР
Гимн Карело-Финской ССР (фин. Karjalais-suomalaisen sosialistisen neuvostotasavallan hymni) был принят в 1945 году и использовался до 1956 года, когда эта республика была включена в состав РСФСР. Музыка — Карл Раутио, текст: Армас Эйкия (оригинальный текст — на финском языке).
Это был один из немногих гимнов союзных республик, в которых не упоминалась Россия или русский народ (наряду с гимнами Грузинской и Эстонской ССР).

## Текст
Oma Karjalais-suomalaiskansamme maa,
Vapaa Pohjolan Neuvostojen tasavalta.
Kotimetsäimme kauneus öin kajastaa
Revontultemme taivaalta leimuavalta.
Neuvostoliitto on voittamaton,
Se kansamme suur-isänmaa ijät on.
Sen Tienä on Kansojen Kunniantie,
Se Karjalan Kansankin voittoihin vie.
Isänmaa Kalevan, kotimaa runojen,
Jota Leninin Stalinin lippu johtaa.
Yli kansamme uutteran onnellisen
Valo kansojen veljeystähdestä hohtaa.
Neuvostoliitto on voittamaton,
Se kansamme suur-isänmaa ijät on.
Sen Tienä on Kansojen Kunniantie,
Se Karjalan Kansankin voittoihin vie.
Kotimaamme loi uudeksi kansamme työ,
Tätä maata me puollamme kuin isät ammoin.
Sotasuksemme suihkavat kalpamme lyö.
Asemahdilla suojaamme Neuvosto-Sammon.
Neuvostoliitto on voittamaton,
Se kansamme suur-isänmaa ijät on.
Sen Tienä on Kansojen Kunniantie,
Se Karjalan Kansankin voittoihin vie.

## Русский перевод
Родная страна нашего Карело-Финского народа,
Свободная Северная Советская республика.
Наших родных лесов красота ночами отражается
На нашем Северном сиянии, пылающем на небе.
Советский Союз непобедим,
Это великого предка нашего народа земля вечная.
Путь его — путь чести народов,
Он и народ Карелии приведёт к победам.
Отечество Калева, родина рун,
Которую Ленина-Сталина знамя ведёт.
Над нашим народом трудолюбивым счастливым
свет народов братства звезды сияет.
Советский Союз непобедим,
Это великого предка нашего народа земля вечная.
Путь его — путь чести народов,
Он и народ Карелии приведёт к победам.
Нашу родину вновь создал труд нашего народа,
Эту страну мы защищаем как отцы в давние времена.
Наши военные лыжи мчатся, наш меч разит
Оружием мы отстоим Советское Сампо.
Советский Союз непобедим,
Это великого предка нашего народа земля вечная.
Путь его — путь чести народов,
Он и народ Карелии приведёт к победам.

### Литературный перевод
Карело-Финляндия родина наша
Свободный советский наш северный край
Отражается ночью, лесная чаша
На Северном сиянии, плывущем в небесах 
Наш Советский Союз нерушимый,
Глас предков великих на подвиги зовёт
Их путь  — путь отваги и чести народной,
Народы республики к победам ведёт.
Рун и Калева родину славим
Нас знамя Ленина ведёт вперёд
Над нашим народом работящим, счастливым
Свет дружбы народов сияет звездой 
Наш Советский Союз нерушимый,
Глас предков великих на подвиги зовёт
Их путь  — путь отваги и чести народной,
Народы республики к победам ведёт.
Из руин мы подяли родную отчизну
Её защищаем как отцы когда-то
Мчатся военные лыжи наши, на страже
С оружием в руках за Советское Сампо. 
Наш Советский Союз нерушимый,
Глас предков великих на подвиги зовёт
Их путь  — путь отваги и чести народной,
Народы республики к победам ведёт. 